# Eudorella intermedia
Eudorella intermedia är en kräftdjursart som beskrevs av Hansen 1920. Eudorella intermedia ingår i släktet Eudorella och familjen Leuconidae. Inga underarter finns listade i Catalogue of Life.